# Dekanat Zistersdorf
Dekanat Zistersdorf – jeden z 16 dekanatów rzymskokatolickiej wchodzących w skład wikariatu Unter dem Manhartsberg archidiecezji wiedeńskiej w Austrii. W jego skład wchodzi 20 parafii. 

## Lista parafii
| Lp. | Miejscowość                         | Parafia                                        | Kościół                                                                | Grafika |
| --- | ----------------------------------- | ---------------------------------------------- | ---------------------------------------------------------------------- | ------- |
| 1   | Dobermannsdorf                      | Parafia św. Andrzeja                           | Kościół św. Andrzeja w Dobermannsdorf                                  |         |
| 2   | Drösing                             | Parafia św. Wawrzyńca                          | Kościół św. Wawrzyńca w Drösing                                        |         |
| 3   | Dürnkrut                            | Parafia św. Jakuba Starszego                   | Kościół św. Jakuba Starszego w Dürnkrut                                |         |
| 4   | Großinzersdorf                      | Parafia św. Rozalii                            | Kościół św. Rozalii w Großinzersdorf                                   |         |
| 5   | Prinzendorf an der Zaya-Hauskirchen | Parafia św. Wawrzyńca                          | Kościół św. Wawrzyńca w Prinzendorf an der Zaya-Hauskirchen            |         |
| 6   | Hohenau an der March                | Parafia Znalezienia Krzyża                     | Kościół Znalezienia Krzyża w Hohenau an der March                      |         |
| 7   | Jedenspeigen                        | Parafia św. Marcina                            | Kościół św. Marcina w Jedenspeigen                                     |         |
| 8   | Loidesthal                          | Parafia św. Wolfganga                          | Kościół św. Wolfganga w Loidesthal                                     |         |
| 9   | Neusiedl an der Zaya-Maustrenk      | Parafia św. Grzegorza                          | Kościół św. Grzegorza w Neusiedl an der Zaya-Maustrenk                 |         |
| 10  | Neusiedl an der Zaya                | Parafia Świętych Apostołów Piotra i Pawła      | Kościół Świętych Apostołów Piotra i Pawła w Neusiedl an der Zaya       |         |
| 11  | Niederabsdorf                       | Parafia Wniebowzięcia Najświętszej Maryi Panny | Kościół Wniebowzięcia Najświętszej Maryi Panny w Niederabsdorf         |         |
| 12  | Spannberg-Palterndorf               | Parafia Wniebowzięcia Najświętszej Maryi Panny | Kościół Wniebowzięcia Najświętszej Maryi Panny w Spannberg-Palterndorf |         |
| 13  | Prinzendorf an der Zaya             | Parafia św. Marka                              | Kościół św. Marka w Prinzendorf an der Zaya                            |         |
| 14  | Rabensburg                          | Parafia św. Heleny                             | Kościół św. Heleny w Rabensburg                                        |         |
| 15  | Ringelsdorf                         | Parafia Trójcy Przenajświętszej                | Kościół Trójcy Przenajświętszej w Ringelsdorf                          |         |
| 16  | Sierndorf an der March              | Parafia Narodzenia Najświętszej Maryi Panny    | Kościół Narodzenia Najświętszej Maryi Panny w Sierndorf an der March   |         |
| 17  | Spannberg                           | Parafia św. Marcina                            | Kościół św. Marcina w Spannberg                                        |         |
| 18  | Spannberg-Velm-Götzendorf           | Parafia św. Markgrafa Leopolda                 | Kościół św. Markgrafa Leopolda w Spannberg-Velm-Götzendorf             |         |
| 19  | Waidendorf                          | Parafia św. Ulricha                            | Kościół św. Ulricha w Waidendorf                                       |         |
| 20  | Zistersdorf                         | Parafia Podwyższenia Krzyża Świętego           | Kościół Podwyższenia Krzyża Świętego w Zistersdorf                     |         |